# Big Brother and the Holding Company (álbum)
Big Brother and the Holding Company es el primer álbum lanzado por la Big Brother and the Holding Company y el álbum de estudio debut de Janis Joplin. El álbum fue lanzado originalmente en el verano de 1967, después del gran éxito que la banda había obtenido en el Monterey Pop Festival. El álbum tuvo un éxito menor, alcanzando como máximo el puesto n.º 60 y produciendo sencillos hasta el top cuarenta con la canción "Down on Me". Un año después de su lanzamiento inicial, la Big Brother lanzaría su segundo álbum Cheap Thrills, que se convirtió en un éxito masivo.

## Lista de canciones
Cara A
| N.º | Título                       | Escritor(es)                                              | Duración |  |
| 1.  | «Bye, Bye Baby»              | Powell St. John                                           | 2:35     |  |
| 2.  | «Easy Rider»                 | James Gurley                                              | 2:21     |  |
| 3.  | «Intruder»                   | Janis Joplin                                              | 2:25     |  |
| 4.  | «Light Is Faster Than Sound» | Peter Albin                                               | 2:29     |  |
| 5.  | «Call on Me»                 | Sam Andrew                                                | 2:32     |  |
| 6.  | «The Last Time»              | Janis Joplin                                              | 2:17     |  |
| 7.  | «Women Is Losers»            | Joplin                                                    | 2:01     |  |
| 8.  | «Blindman»                   | Peter Albin, Sam Andrew, David Getz, James Gurley, Joplin | 2:00     |  |
| 9.  | «Down on Me»                 | Tradicional, arreglos de Joplin                           | 2:02     |  |
| 10. | «Caterpillar»                | Peter Albin                                               | 2:15     |  |
| 11. | «All Is Loneliness»          | Moondog                                                   | 2:15     |  |
| 12. | «Coo Coo»                    | Tradicional, arreglos de Joplin                           | 1:59     |  |

## Personal
La información respecto a los créditos está adaptada de Allmusic.com.
- Peter Albin - Bajo eléctrico
- Sam Andrew - Guitarra eléctrica
- David Getz - Batería
- James Gurley - Guitarra eléctrica
- Janis Joplin - Voz